# 維氏裸胸鱔
維氏裸胸鱔，又稱維氏裸胸鯙，為輻鰭魚綱鰻鱺目鯙亞目鯙科的其中一種，分布於中東太平洋區，從加利福尼亞灣南部至秘魯海域，棲息深度可達10公尺，體長可達43公分，為底棲性魚類，屬肉食性，生活習性不明。

## 擴展閱讀
維基物種上的相關：維氏裸胸鱔